# R1 (televizní stanice)
R1 byla síť regionálních televizí Genus (Liberec), Lyra (Ústí nad Labem), Vřídlo (Karlovy Vary), ZAK (Plzeň), Vysočina (na Českomoravské vrchovině) a Morava (Olomouc).

## Vznik
Dne 1. září 2008 televize Prima odstartovala projekt sloučení regionálních televizních stanic po celé České republice. Projekt nesl název R1. Jako samostatná televizní stanice začala R1 vysílat 15. června 2009 díky změně licenčních podmínek kanálu Prima Klub, jehož licence platila jen po omezenou dobu, ale TV Prima nebyla na jeho spuštění připravena. Televize R1 sdílela svou programovou pozici s kanálem Prima Cool, kde mezi 6. a 8. hodinou ranní postupně vysílaly všechny regionální televize a jednotlivé televize se také napojovaly přímo do vysílání TV Prima. Licenční podmínky byly opět upraveny v únoru 2011 a z televize R1 se stal třetí samostatný kanál TV Prima – Prima LOVE, který spustil vysílání 8. března 2011.

## Vysílání
Vysílání probíhalo prostřednictvím regionálního odpojování. Televize daného regionu vysílala svůj program každý všední den mezi 17:40 a 18:00 a druhý den reprízu od 7:00 do 7:20 na pozici TV Prima. Vysílání bylo také součástí programového schématu Prima LOVE, která každý všední den mezi 6. a 8. hodinou vysílala program všech regionálních televizí za sebou.

## Zánik sítě R1
Stanice Genus se 1. února 2012 osamostatnila a vytvořila si vlastní kanál Genus Plus, který o rok později zanikl.
R1 ZAK pokračuje samostatně od 15. ledna 2012 jako ZAK TV.
R1 Lyra zanikla.
TV Morava získala v roce 2014 licenci pro svůj kanál a pokračuje ve vysílání.